# Strimmig taggnäbb
Strimmig taggnäbb (Acanthiza lineata) är en fågel i familjen taggnäbbar inom ordningen tättingar.

## Utseende
Strimmig taggnäbb är en liten fågel med en tunn och spetsig näbb. Ovansidan är grönbrun, undersidan smutsvit, med tydliga mörka streck på strupe och bröst. På huvudet syns en rödfbrun hjässa. Liknande rostpannad taggnäbb saknar grön ton på ovansidan och är mindre streckad under.

## Utbredning och systematik
Strimmig taggnäbb delas in i fyra underarter:
- Acanthiza lineata alberti – förekommer i östra Australien (sydöstra Queensland och intilliggande nordöstra New South Wales)
- Acanthiza lineata lineata – förekommer i sydöstra South Australia (nordöstra New South Wales till östra och södra Victoria)
- Acanthiza lineata clelandi – förekommer i sydöstra South Australia och angränsande sydvästra Victoria
- Acanthiza lineata whitei – förekommer på Kangaroo Island (South Australia)

## Levnadssätt
Strimmig taggnäbb hittas i eukalyptusskogar och liknande miljöer. Födan består huvudsakligen av insekter.

## Status och hot
Arten har ett stort utbredningsområde, men tros minska i antal, dock inte tillräckligt kraftigt för att den ska betraktas som hotad. Internationella naturvårdsunionen IUCN listar arten som livskraftig (LC).